# Behar (Sidra)
Behar (Biblisches Hebräisch בְּהַר ‚Auf dem Berge‘ = Sinai) bezeichnet einen Leseabschnitt (Parascha oder Sidra genannt) der Tora und umfasst den Text Leviticus/Wajikra 25–26,2 (25 , 26,1-2  – ELB-Links: 25 , 26,1-2 ).
Es handelt sich um die Sidra des 2. oder 3. Schabbats im Monat Ijjar oder, falls mit Bechukotaj verbunden, des 4. Schabbats im Monat Ijjar.

## Wesentlicher Inhalt
Im Erlassjahr, wenn jeweils sieben mal sieben Jahre um sind, wurden die (Schuld-)Sklaven frei und alle Schulden erlassen, und alles Eigentum (mit Ausnahme von Häusern in einer ummauerten Stadt) zum ursprünglichen Eigentümer zurückkehrt.
- Jedes 7. Jahr ist Sabbatjahr, in dem Feld und Weinberg nicht bestellt werden dürfen; zufälliger Ertrag ist herrenloses Eigentum (Hefker) und darf von allen genossen werden
- Jedes 50. Jahr ist Jobeljahr, über das hinaus kein Feld verpachtet werden darf; Rückkauf von Feldern ist jederzeit gestattet
- Häuser in einer von Mauern umgebenen Stadt können nur innerhalb des ersten Jahres zurückgekauft werden (besondere Regelung in den Levitenstädten)
- Häuser in offenen Orten werden wie freies Feld betrachtet
- Verbot der Zinsnahme
- Israelitische Sklaven müssen spätestens im Jobeljahr als Freie zu ihrer Familie zurückkehren.
- Israelitische Sklaven bei fremden Völkern sollen ausgelöst werden, sonst verbleiben sie dort bis zum Jobeljahr.
- Verbot der Götzenbilder, Standsäulen, Mosaikböden, die Bilder darstellen

## Haftara
Die zugehörige Haftara ist nach aschkenasischem Ritus Jeremia 32,6–27  ,
nach sephardischem Ritus Jeremia 32,6–22  .
Wenn Behar mit Bechukotai zu einem Doppelabschnitt kombiniert wird,
so ist die Haftara die Haftara von Bechukotai.